# メジャーリーグベースボールとナショナルバスケットボールアソシエーションの両方の試合に出場した選手の一覧
メジャーリーグベースボールとナショナルバスケットボールアソシエーションの両方の試合に出場した選手の一覧（メジャーリーグベースボールとナショナルバスケットボールアソシエーションのりょうほうのしあいにしゅつじょうしたせんしゅのいちらん）は、北米4大プロスポーツリーグのうちの2つ、野球のトップリーグであるメジャーリーグベースボール（MLB）とバスケットボールのトップリーグであるナショナルバスケットボールアソシエーション（NBA）の両方の試合に出場した選手の一覧である。12人がこの偉業を達成した。

## 概要
ナショナルバスケットボールアソシエーション（NBA）が創設された1946年以来、12人がメジャーリーグベースボール（MLB）とNBAの両方で選手として試合に出場している。
日本でも人気を呼んだ西部劇のテレビ番組『ライフルマン』で主演を務めたことで知られるチャック・コナーズもMLBとNBAの両方の試合に出場した選手の1人だった。ニューヨークの下町ブルックリンで生まれ育ち、野球とバスケットボールの両方でズバ抜けた才能を持っていた。1946年からボストン・セルティックスで3年間プレーした。その後に名門ブルックリン・ドジャースに一塁手として入団したが、当時のドジャースの一塁手には球団史に残る強打者ギル・ホッジスがおり、長期のマイナー暮らしを余儀なくされた。球団に対してトレードを直訴して1950年にシカゴ・カブスへ移籍。カブスでは1951年に66試合に出場して打率.239・2本塁打・OPS.585しか記録出来ず、再びマイナー暮らしに戻った。カブスのマイナー球団はロサンゼルスにあり、そこでコナーズは地元ハリウッドの映画会社からスカウトされて1952年に俳優に転向し、スクリーンデビュー。197cmの長身と精悍なマスクが買われ、数多くの西部劇などに出演した。『ライフルマン』では早撃ちルーカス・マケイン役で人気を集めた。
MLBオールスターゲームに3度選出された輝かしい経歴を持つジーン・コンリー投手は1961年にボストン・レッドソックスへ移籍し、同年は同じボストン市内の球団であるボストン・セルティックスにも在籍していたので、同じ年に一都市で2つのプロスポーツを兼ねる最初の選手となった。また、「北米4大プロスポーツリーグのうち2つでチャンピオンリングを獲得した唯一の選手」としても知られている（ミルウォーキー・ブレーブスに在籍していた1957年にワールドシリーズ制覇、セルティックスに在籍していた1959年・1960年・1961年にNBAファイナル制覇）。
1960年にはMLBのMVPを受賞し、MLBオールスターゲームに5度選出されたディック・グロート遊撃手はデューク大学時代にバスケで839ポイントのNCAAシーズン記録を樹立しており、2013年時点で「アメリカ大学野球殿堂入りとアメリカ大学バスケットボール殿堂入りの両方を果たした唯一の選手」である。
シカゴ・ホワイトソックスで2年間プレーしたデイブ・ディバッシャー投手はデトロイト・ピストンズにも在籍し、1964年には史上最年少24歳の若さでコーチ兼任となり、選手兼任コーチを3シーズン務めた。引退するまでにNBAオールスターゲームに8度選出された。1983年にバスケットボール殿堂の殿堂表彰を受け、1996年にはNBA50周年記念オールタイムチームにも選出された。
ブリガムヤング大学に通って大学バスケで華々しい活躍をする傍ら、1979年から3年間トロント・ブルージェイズでプレーしたダニー・エインジ二塁手は大学卒業前にバスケットボール一本に絞ることを決めた。1981年のNBAドラフトで2巡目指名を受けてボストン・セルティックスに入団し、3点シュートの名手として10年以上の長期にわたってNBAで活躍した。

## 一覧から漏れた注目すべき人物
1946年にNBA組織が確立されるまでは小規模のバスケットボールのリーグが存在しており、フランキー・フリッシュやハンク・グリーンバーグ、ルー・ブードローなど後のアメリカ野球殿堂入り選手も掛け持ちでプレーしていた。
シカゴ・ブルズのスーパースターでバスケットボールの神様と呼ばれたマイケル・ジョーダンは1993年10月に突然NBAを引退する意思を表明。「子供の頃からの夢。父の願いでもあった」と述べ、MLBへの挑戦が大きな話題となった。翌1994年にシカゴ・ホワイトソックスとマイナー契約を結び、スプリングトレーニングに招待されたが、その後にマイナーリーグに降格。傘下AA級バーミングハムで自分の夢を追い続けた。1994年はAA級で127試合に出場して30盗塁を記録したが、打撃成績の方は打率.202・3本塁打・OPS.556。MLB長期ストライキの影響もあり、わずか1シーズンでMLBでプレーする夢を諦めた。
NBA・ミルウォーキー・バックスなどで活躍したパット・コノートンは、大学3年次の2014年のMLBドラフトでボルチモア・オリオールズから4巡目全体121位で指名を受けたが、大学でバスケットボールを続ける許可を得てオリオールズと契約した。その翌年に2015年のNBAドラフトでポートランド・トレイルブレイザーズから2巡目全体41位で指名され、NBAの道に進んだ。2019年にはMLBの公式戦で始球式を務めた。

## 達成選手一覧

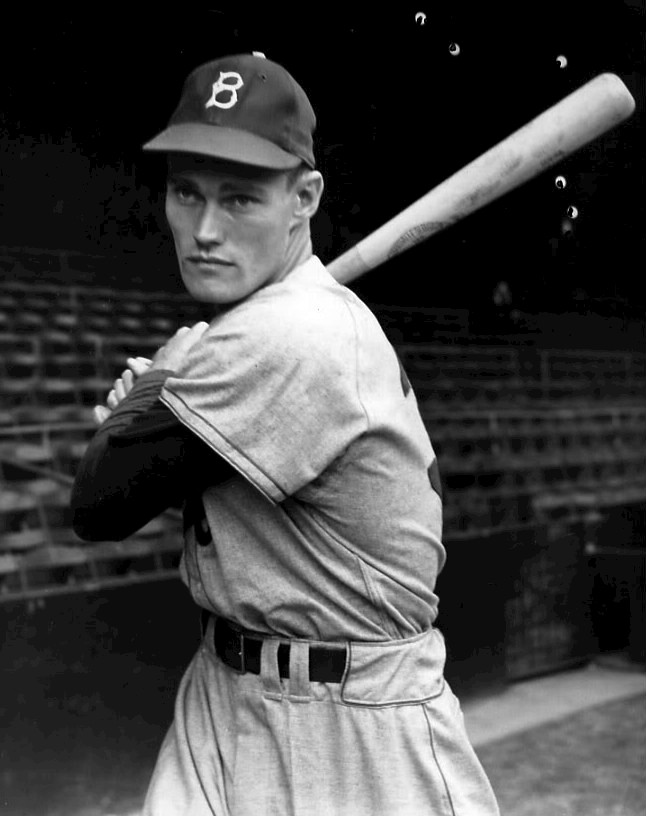
チャック・コナーズは後に俳優に転身した（写真は1950年頃）

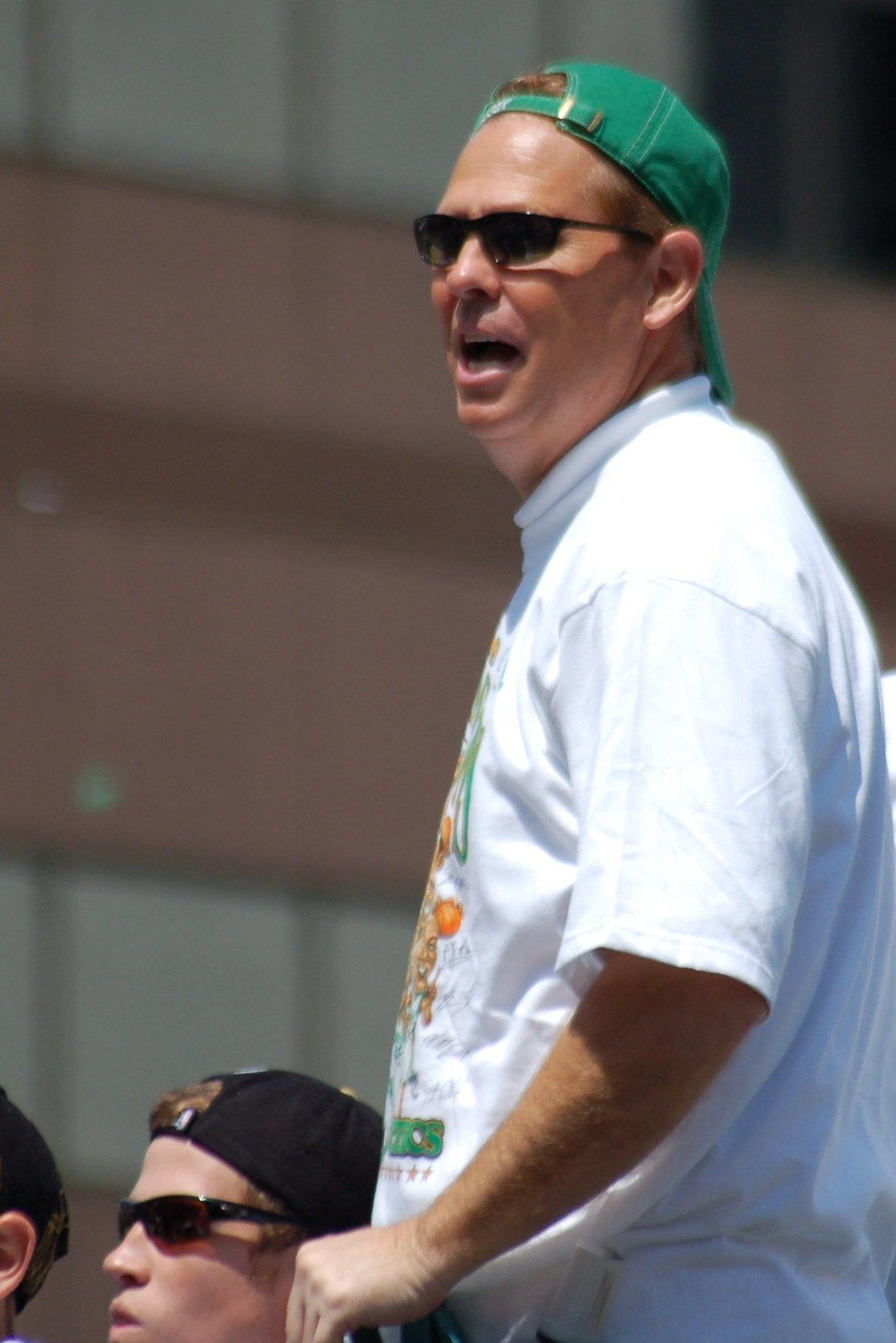
ダニー・エインジはボストン・セルティックスなど14シーズンにわたってNBAでプレーし、NBAオールスターゲームにも出場した（写真は2008年）

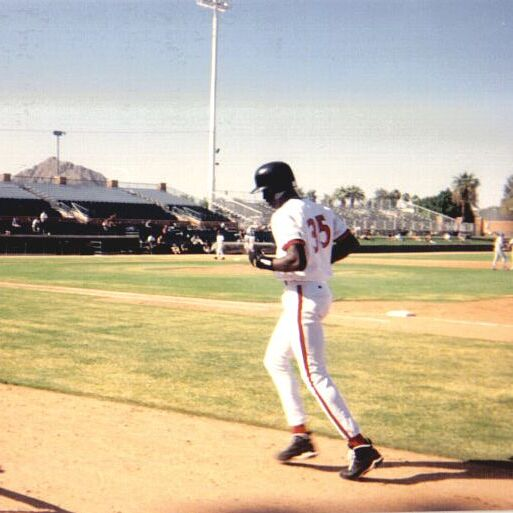
マイケル・ジョーダンは1シーズンのみシカゴ・ホワイトソックス傘下のAA級バーミングハムでプレーした（写真は1994年）

- 選手名はファーストネームの50音順ソート。
- 選手名に太字は兼業したシーズンがあることを示す。
- MLBオールスターゲーム選出経験のある選手はMLB所属期間に銀色表記。
- バスケットボール殿堂入りの選手はNBA所属期間に金色表記、NBAオールスターゲーム選出経験のある選手はNBA所属期間に銀色表記。
- MLBはシーズン154-162試合制、NBAはシーズン66-82試合制である。

| 選手名                 | MLB出場期間      | MLB出場試合数 | NBA出場期間                         | NBA出場試合数 |
| ---------------------- | ---------------- | ------------- | ----------------------------------- | ------------- |
| ハウィー・シュルツ     | 1943-48年        | 470試合       | 1949-50-52-53年                     | 173試合       |
| フランク・バームホルツ | 1947-49、51-57年 | 1019試合      | 1946-47年                           | 45試合        |
| チャック・コナーズ     | 1949、51年       | 67試合        | 1946-47-47-48年                     | 53試合        |
| ジーン・コンリー       | 1952、54-63年    | 276試合       | 1952-53、58-59-60-61、62-63-63-64年 | 351試合       |
| ディック・グロート     | 1952、55-67年    | 1929試合      | 1952-53年                           | 26試合        |
| ディック・リケッツ     | 1959年           | 12試合        | 1955-56-57-58年                     | 212試合       |
| スティーブ・ハミルトン | 1961-72年        | 421試合       | 1958-59-59-60年                     | 82試合        |
| デイブ・ディバッシャー | 1962-63年        | 36試合        | 1962-63-73-74年                     | 875試合       |
| ロン・リード           | 1966-84年        | 751試合       | 1965-66-66-67年                     | 119試合       |
| コットン・ナッシュ     | 1967、69-70年    | 13試合        | 1964-65、67-68年                    | 84試合        |
| ダニー・エインジ       | 1979-81年        | 211試合       | 1981-82-94-95年                     | 1042試合      |
| マーク・ヘンドリクソン | 2002-11年        | 328試合       | 1996-97-99-2000年                   | 114試合       |